# Cinchona pitayensis
Cinchona pitayensis là một loài thực vật có hoa trong họ Thiến thảo. Loài này được (Wedd.) Wedd. mô tả khoa học đầu tiên năm 1849.